# Stachlew (gromada)
Stachlew – dawna gromada, czyli najmniejsza jednostka podziału terytorialnego Polskiej Rzeczypospolitej Ludowej w latach 1954–1972.
Gromady, z gromadzkimi radami narodowymi (GRN) jako organami władzy najniższego stopnia na wsi, funkcjonowały od reformy reorganizującej administrację wiejską przeprowadzonej jesienią 1954 do momentu ich zniesienia z dniem 1 stycznia 1973, tym samym wypierając organizację gminną w latach 1954–1972.
Gromadę Stachlew siedzibą GRN w Stachlewie utworzono – jako jedną z 8759 gromad na obszarze Polski – w powiecie łowickim w woj. łódzkim, na mocy uchwały nr 33/54 WRN w Łodzi z dnia 4 października 1954. W skład jednostki weszły obszary dotychczasowych gromad Stachlew, Sielce i Polesie ze zniesionej gminy Łyszkowice w tymże powiecie. Dla gromady ustalono 21 członków gromadzkiej rady narodowej.
1 stycznia 1958 z gromady Stachlew wyłączono wieś Sielce, włączając ją do gromady Maków w powiecie skierniewickim, po czym gromadę Stachlew zniesiono 1 stycznia 1958, a jej (pozostały) obszar włączono do gromady Bełchów w powiecie łowickim.